# Amadeo VII.
Amadeo VII., zvan Crveni grof (tal. Amadeo il Conte Rosso; fr. Amédée Le Comte Rouge) (Chambéry, 1360. - Ripaille, 1. studenog 1391.), savojski grof (1383. – 1391.) iz Savojske dinastije. Za njegove vladavine Savojci su stekli Nicu i ostale provansalske gradove.
Bio je sin grofa Amadea VI. i Bone Burbonske. Godine 1377. vjenčao se s Bonom od Berryja s kojom je dobio sina Amadea VIII., koji je bio poznat i kao protupapa Feliks V.
Godine 1382. vodio je rat protiv flamanskih pobunjenika, a preminuo je sljedeće godine u trideset i prvoj godini života, vjerojatno zbog liječničke pogreške.